# Article 16 de la Charte canadienne des droits et libertés
L'article 16 de la Charte canadienne des droits et libertés est la premier d'une série d'articles de la Charte des droits de la Constitution du Canada qui établit les droits relatifs aux deux langues officielles du Canada, l'anglais et le français. L'article 16 déclare que l'anglais et le français sont les langues officielles du Canada et de la province du Nouveau-Brunswick.

## Texte
Sous la rubrique Langues officielles du Canada, l'article se lit comme suit :

« 16. (1) Le français et l'anglais sont les langues officielles du Canada; ils ont un statut et des droits et privilèges égaux quant à leur usage dans les institutions du Parlement et du gouvernement du Canada.

(2) Le français et l'anglais sont les langues officielles du Nouveau-Brunswick; ils ont un statut et des droits et privilèges égaux quant à leur usage dans les institutions de la Législature et du gouvernement du Nouveau-Brunswick.

(3) La présente charte ne limite pas le pouvoir du Parlement et des législatures de favoriser la progression vers l'égalité de statut ou d'usage du français et de l'anglais. »

— Article 16 de la Charte canadienne des droits et libertés

## Fonction
Cet article affirme des principes généraux qui sont davantage élargis aux articles 16.1 et 22. L'article 16 lui-même élargit des droits linguistiques déjà présents dans la Loi constitutionnelle de 1867 ; alors que l'article 133 de la Loi constitutionnelle permettait simplement l'usage des deux langues au Parlement et dans la législature du Québec, ainsi que dans certains tribunaux, l'article 16 va plus loin en permettant le bilinguisme dans les bureaucraties fédérale et du Nouveau-Brunswick, et dans la législature du Nouveau-Brunswick. Ceci n'était pas complètement nouveau, puisque la Loi sur les langues officielles du Canada avait introduit ce principe au niveau fédéral en 1969, et le Nouveau-Brunswick avait une loi semblable. Toutefois, il ne s'agissait que de lois ordinaires, et l'article 16 transforme plusieurs de leurs aspects principaux en des principes constitutionnels.

## Interprétation judiciaire

### Paragraphes 16(1) et 16(2)

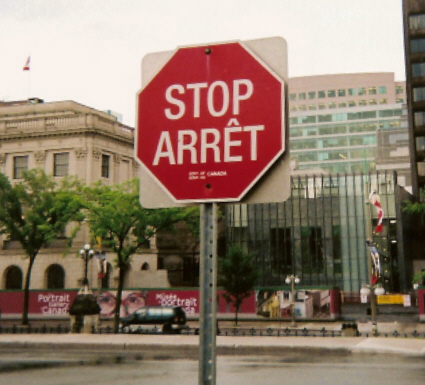
« STOP/ARRÊT » : panneau d'arrêt bilingue à Ottawa, Ontario

Beaucoup d'affaires relatives à la Charte concernant l'utilisation des langues anglaise et française n'invoquaient pas l'article 16. L'article 16 s'applique aux opérations des institutions gouvernementales ; ainsi, les droits individuels plus personnels concernant la langue doivent être trouvés ailleurs. Comme il fut noté dans l'arrêt Ford c. Québec, les droits comme ils s'appliquent aux institutions du gouvernement ont « un fondement historique, politique et constitutionnel qui leur est propre. »
Par exemple, la validité constitutionnelle de la Charte de la langue française du Québec, qui imposait des limites à l'utilisation de l'anglais, fut contestée non pas parce qu'elle était en conflit avec l'article 16, mais pour le motif qu'elle limitait la liberté d'expression, garantie à l'article 2 de la Charte.
De même, l'article 16 ne s'applique pas réellement aux provinces autres que le Nouveau-Brunswick ; la seule province à se considérer officiellement bilingue actuellement, le Nouveau Brunswick est la seule province dont le bilinguisme est garanti par l'article 16. Lorsque les lois du Manitoba, déclarant que l'anglais était la seule langue officielle de la province, furent invalidées par l'arrêt Renvoi: Droits linguistiques au Manitoba (1985), c'était à cause de contradictions avec la Loi sur le Manitoba.
Il est difficile de comprendre la façon dont l'article 16 pourrait être appliqué. Dans Société des Acadiens c. Association of Parents (1986), le juge en chef Brian Dickson a fait référence au fait que « l'importance précise de l'art. 16 soit débattue dans la doctrine » et la question « qu'il soit visionnaire, qu'il soit déclaratoire ou qu'il participe d'une disposition de fond ». Il a toutefois jugé que l'article 16 « constitue à tout le moins un indice très révélateur de l'objet des garanties linguistiques de la Charte [...] le gouvernement fédéral et le gouvernement du Nouveau‑Brunswick ont démontré leur engagement à réaliser le bilinguisme officiel dans leurs ressorts respectifs. »
Dans la même décision, le juge Jean Beetz écrit que la nature politique de l'article 16, contrairement à la nature généreuse des droits ailleurs dans la Charte, indique que les tribunaux devraient faire preuve de prudence en interprétant l'article 16 de façons nouvelles. Les gouvernements élus doivent jouer un plus grand rôle à en déterminer la portée. La juge Bertha Wilson a avancé l'hypothèse que le but de l'article 16 est de fournir une occasion pour l'expansion des droits linguistiques. Ainsi, les tribunaux doivent toujours se demander comment leurs décisions s'accordent avec l'état actuel des politiques concernant les langues officielles, et de quelle façon leurs jugements y sont conformes. Bien que les droits garantis dans une autre disposition linguistique de la Charte, l'article 20, soient limités, cela ne veut pas dire que l'article 16 est limité ou qu'il ne peut avoir un effet sur le développement des droits linguistiques. En ce qui concerne le Nouveau-Brunswick, elle a ajouté que le bilinguisme « joue un rôle capital dans le développement socio‑culturel » et qu'il devrait ainsi y avoir des « attentes accrues du public » pour que ce bilinguisme trouve des appuis dans la Charte.
Dans R. c. Beaulac (1999), la Cour suprême a rejeté certaines de ses interprétations conservatrices antérieures. Elle a jugé qu'une interprétation généreuse est appropriée pour les droits linguistiques, puisque cela aiderait les communautés linguistiques minoritaires (c'est-à-dire les francophones ou anglophones vivant dans une région où leur langue est minoritaire) à atteindre l'égalité.

### Paragraphe 16(3)
Le paragraphe 16(3) dispose que le Parlement ou un gouvernement provincial peut travailler à l'amélioration de la situation du bilinguisme officiel. Ceci reflète une décision judiciaire de 1975, Jones c. Procureur général du Nouveau-Brunswick, qui a reconnu ce pouvoir aux gouvernements. Ainsi, la Cour suprême a jugé dans la décision Société des Acadiens que ce sont les gouvernements élus et le « compromis politique », plutôt que les tribunaux, qui feront davantage avancer les droits linguistiques.
La juge Wilson a ajouté que le paragraphe 16(3) démontre que, bien que les droits linguistiques doivent toujours être améliorés, ils ne doivent pas être érodés une fois qu'ils ont été établis.

## Sources
- (en) Cet article est partiellement ou en totalité issu de l’article de Wikipédia en anglais intitulé « Section Sixteen of the Canadian Charter of Rights and Freedoms » (voir la liste des auteurs).